# Notolibellula bicolor
Notolibellula bicolor is een libellensoort uit de familie van de korenbouten (Libellulidae), onderorde echte libellen (Anisoptera).
De wetenschappelijke naam Notolibellula bicolor is voor het eerst geldig gepubliceerd in 1977 door Theischinger & Watson.